# Mostki (Skarżysko)
Pour les articles homonymes, voir Mostki.
Mostki est une localité polonaise de la gmina de Suchedniów, située dans le powiat de Skarżysko en voïvodie de Sainte-Croix.